# Terenin (województwo łódzkie)
Terenin – wieś w Polsce położona w województwie łódzkim, w powiecie pabianickim, w gminie Pabianice.
Miejscowość położona jest na Wysoczyźnie Łaskiej.
W latach 1975–1998 miejscowość administracyjnie należała do ówczesnego województwa łódzkiego.